# أحماض أوميغا 7 الدهنية
أحماض أوميغا 7 الدهنية المعروفة كذلك بالاسم أحماض ω−7 الدهنية  صنف من الأحماض الدهنية غير المشبعة يكون فيها عدم التشبع سبع ذرات كربون من نهاية سلسلة الكربون.